# Laluenga
Laluenga (en aragonés A Luenga) es un municipio de España en la comarca del Somontano de Barbastro, provincia de Huesca, comunidad autónoma de Aragón.

## Demografía
Laluenga cuenta con una población de 207 habitantes (INE 2024).
| Gráfica de evolución demográfica de Laluenga entre 1842 y 2021                                                      |
| |
| Población de derecho según los censos de población del INE Población de hecho según los censos de población del INE |

## Administración y política
| Período   | Alcalde                      | Partido |  |
| --------- | ---------------------------- | ------- |  |
| 1979-1983 | Antonio Castro Belloc        | UCD     |  |
| ...       |                              |         |  |
| 2007-2011 | María Cristina Juárez Gracia | PSOE    |  |
| 2011-2015 | María Cristina Juárez Gracia | PSOE    |  |
| 2015-2019 | María Cristina Juárez Gracia | PSOE    |  |

| Partido político    | Partido político                                   | 2003   | 2007   | 2011   | 2015   |
| Partido político    | Partido político                                   | Ediles | Ediles | Ediles | Ediles |
|                     | Partido de los Socialistas de Aragón (PSOE-Aragón) | —      | 5      | 4      | 4      |
|                     | Partido Aragonés (PAR)                             | —      | —      | —      | 1      |
|                     | Partido Popular de Aragón (PP)                     | —      | —      | 1      | —      |
|                     | Chunta Aragonesista (CHA)                          | —      | —      | —      | —      |
|                     | Agrupación de Electores de Laluenga (AEL)          | 7      | —      | —      | —      |
| Total de concejales | Total de concejales                                | 7      | 5      | 5      | 5      |

## Lugares de interés
El Pozo Nuevo de Laluenga es una monumental obra de ingeniería hidráulica. Toda la estructura es subterránea y salva un pronunciado desnivel entre la superficie y el manantial, de unos 30 metros. La bóveda de cañón que lo cubre sorprende por su excelente calidad y recuerda a algunas iglesias medievales. Sus dimensiones, su amplia escalera, la gran belleza de su bóveda apuntada, los sillares perfectamente escuadrados y montados, nos muestran que fue el afán de prestigio lo que movió a los patrocinadores de la obra. De la cámara del manantial parten tres galerías; se fueron excavando en épocas de sequía, en busca de la veta, cuando el pozo casi dejaba de manar.
Dentro de la propia localidad de Laluenga existen dos pozos más (el Pozo Alto y el Salado). Por ello se ha localizado aquí el centro de interpretación de los Pozos fuente del Somontano, un pequeño espacio en donde el visitante descubrirá las claves para comprender y valorar estos singulares elementos de nuestra arquitectura hidráulica, repartidas por todo el territorio.

Ruinas del Almerge en el barranco de la Clamor.

## Equipamiento social
Este municipio cuenta con un bar, piscina, una iglesia y un campo de fútbol. También hay un polideportivo . Cuenta con un Ayuntamiento cuya alcaldesa es Cristina Juárez.

## Agrupaciones sociales
Este municipio cuenta desde 2021 con el "Club Chireta Laluenga" con una veintena de miembros. Realizan almuerzos ensalzando este manjar aragonés.